# Geoorde wilgbladgalmug
De geoorde wilgbladgalmug (Dasineura auritae) is een muggensoort uit de familie van de galmuggen (Cecidomyiidae). De wetenschappelijke naam van de soort is voor het eerst geldig gepubliceerd in 1916 door Rübsaamen.
De galappels die door de mug worden veroorzaakt manifesteren zich op planten uit de wilgenfamilie (Salicaceae). De geel gekleurde larven kennen twee generaties per jaar: de zomergeneratie verpopt zich in de gal en in de winter doen ze dat ondergronds. 

## Waardplanten
De soort is bekend van de volgende waardplanten:
- Salix aurita (Geoorde wilg)
- Salix caprea (Boswilg)
- Salix cinerea (Grauwe wilg)
- Salix excelsa
- Salix glaucosericea